# PA-446
A  PA-446 é uma rodovia brasileira do estado do Pará. Essa estrada intercepta uma única rodovia, a PA-124, em sua extremidade sul.
Está localizada na região nordeste do estado, atendendo aos municípios de Capanema, Primavera e Quatipuru. 